# Tossal de Pena-roja
El Tossal de Pena-roja és una muntanya de 500 metres que es troba al municipi de Tivissa, a la comarca catalana de la Ribera d'Ebre.